# Torilis webbii
Torilis webbii là một loài thực vật có hoa trong họ Hoa tán. Loài này được Jury miêu tả khoa học đầu tiên năm 1987.